# Swan River (Kleiner Sklavensee)
Der Swan River  ist ein etwa 185 km langer Zufluss des Kleinen Sklavensees (englisch Lesser Slave Lake) in der kanadischen Provinz Alberta.

## Flusslauf
Der Swan River entspringt in den Swan Hills. Das Quellgebiet befindet sich knapp 30 km westlich der Gemeinde Swan Hills auf einer Höhe von etwa 1300 m. Der Swan River fließt anfangs nach Osten. 10 km nördlich von Swan Hills wendet sich der Fluss allmählich nach Norden. Der Alberta Highway 33 folgt östlich dem Flusslauf des Swan River von der Gemeinde Swan Hills bis zum Alberta Highway 2. Bei Flusskilometer 116 bzw. 87 treffen die linken Nebenflüsse Moosehorn River und Inverness River auf den nach Norden fließenden Swan River. Etwa 32 km oberhalb der Mündung kreuzt der Alberta Highway 2 den Flusslauf. Schließlich mündet der Swan River an einer Landzunge in das Südufer des Kleinen Sklavensees. Im Mittel- und Unterlauf bildet der Swan River zahlreiche enge Flussschlingen und Altarme aus. Unweit vom linken Flussufer des Swan River befindet sich nördlich vom Alberta Highway 2 die Siedlung Kinuso.

## Hydrologie
Am Pegel 07BJ001, am Alberta Highway 2 bei Flusskilometer 32 gelegen, beträgt der mittlere Abfluss (MQ) 13,1 m³/s. Der höchste monatliche mittlere Abfluss tritt im Mai auf und liegt bei 41,5 m³/s.